# Primera División de Bolivia 2020
La Temporada 2020 fue la III edición de la División de Fútbol Profesional organizada por la Federación Boliviana de Fútbol, sucesora desde abril de 2018 de la disuelta Liga del Fútbol Profesional Boliviano. Sin embargo, la temporada se disputó anualmente a un solo torneo, debido a su postergación por la pandemia del Coronavirus.

## Sistema de competición
Esta 3.ª edición de la División de Fútbol Profesional se dividió inicialmente en dos torneos: Apertura y Clausura.
El Torneo Apertura se disputó bajo la modalidad de todos contra todos, con partidos de ida y vuelta. El equipo que obtuvo más puntos fue el campeón. Se reanudó el 27 de noviembre de 2020, completando en su totalidad las 26 fechas y de dicho torneo salieron los clasificados a copas internacionales.
El torneo Clausura fue cancelado debido a la pandemia de coronavirus en Bolivia.

### Clasificación a Torneos Conmebol 2021
Conmebol Libertadores 2021 
Bolivia tendrá 4 cupos en la Conmebol Libertadores 2021, que serán:
- Bolivia 1: Campeón del Torneo Apertura
- Bolivia 2: Segundo lugar del Torneo Apertura
- Bolivia 3: Tercer lugar del Torneo Apertura
- Bolivia 4: Cuarto lugar del Torneo Apertura

 Conmebol Sudamericana 2021 
Bolivia tendrá 4 cupos en la Conmebol Sudamericana 2021, que serán:
- Bolivia 1: Quinto lugar del Torneo Apertura
- Bolivia 2: Sexto lugar del Torneo Apertura
- Bolivia 3: Séptimo lugar del Torneo Apertura
- Bolivia 4: Octavo lugar del Torneo Apertura

### Descenso
En esta temporada no hubo descenso directo, ya que para la temporada 2021 se decidió expandir a 16 equipos. Por otra parte no se aprobó el retorno del Club Destroyer's.

## Equipos participantes

### Ascensos y descensos
Un total de 14 equipos disputaron la liga, los 12 primeros clasificados de la Primera División de Bolivia 2019 y los dos primeros clasificados de la Copa Simón Bolívar 2019.
| Pos | Ascendidos                                                 |
| --- | ---------------------------------------------------------- |
| 1.º | Atlético Palmaflor (Campeón de la Copa Simón Bolívar 2019) |
| 2.º | Real Santa Cruz (Subcampeón de la Copa Simón Bolívar 2019) |

| Pos  | Descendido                                                       |
| ---- | ---------------------------------------------------------------- |
| 13.º | Sport Boys (Marginado de la División Profesional 2019)           |
| 14.º | Destroyers (Descenso directo, último de la Tabla Acumulada 2019) |

### Información de los clubes
| Club                                 | Entrenador            | Ciudad                          | Estadio                                 | Capacidad     | Marca                     | Patrocinador                      |
| ------------------------------------ | --------------------- | ------------------------------- | --------------------------------------- | ------------- | ------------------------- | --------------------------------- |
| Always Ready                         | Omar Asad             | El Alto                         | Municipal de El Alto                    | 25 000        | CAR Store                 | Bandera de Bolivia                |
| Atlético Palmaflor                   | Xavier Azkargorta     | Quillacollo                     | Municipal de Quillacollo Félix Capriles | 5 000 32 000  | Oxígeno Wear              | Gobierno Municipal de Quillacollo |
| Aurora                               | Humberto Viviani      | Cochabamba                      | Félix Capriles                          | 32 000        | Boutique Celeste          | Cerveza Burguesa                  |
| Blooming                             | Miguel Ponce          | Santa Cruz de la Sierra         | Ramón Aguilera Costas                   | 38 500        | Blooming Oficial          | Bandera de Bolivia                |
| Bolívar                              | José Ignacio González | Nuestra Señora de La Paz        | Hernando Siles Simón Bolívar            | 42 000 5 000  | Bandera de España         | Chevrolet                         |
| Guabirá                              | Víctor Hugo Andrada   | Montero                         | Gilberto Parada                         | 18 000        | Olive Sport               | Azúcar Guabirá Celina             |
| Jorge Wilstermann                    | Cristian Díaz         | Cochabamba                      | Félix Capriles                          | 32 000        | 4KM                       | Campero COBOCE                    |
| Nacional Potosí                      | Sebastián Nuñez       | Potosí                          | Víctor Agustín Ugarte                   | 30 000        | Willys Athletic           | Cerveza Potosina                  |
| Oriente Petrolero                    | Pablo Sánchez         | Santa Cruz de la Sierra         | Ramón Aguilera Costas                   | 38 500        | Bandera de España · Kelme | Cerabol                           |
| Real Potosí                          | Raúl Musuruana        | Potosí                          | Víctor Agustín Ugarte                   | 30 000        | Unosport                  | Cerveza Potosina                  |
| Real Santa Cruz                      | José Peña             | Santa Cruz de la Sierra         | Estadio Real Santa Cruz                 | 12 000        | Arce                      | Tierra y Techo Nueva Santa Cruz   |
| Royal Pari                           | Miguel Ángel Portugal | Santa Cruz de la Sierra Montero | Ramón Aguilera Costas                   | 38 500        | Hidra Ropa Deportiva      | Grupo Sion                        |
| San José                             | José Ferrufino        | Oruro                           | Jesús Bermúdez                          | 30 000        | Willys Athletic           | Bandera de Luxemburgo             |
| The Strongest                        | Alberto Illanes       | Nuestra Señora de La Paz        | Hernando Siles Rafael Mendoza           | 42 000 10 000 | Bandera de Ecuador        | Aceros Arequipa                   |
| Actualizado el 21 de febrero de 2020 |                       |                                 |                                         |               |                           |                                   |
| 1.                                   |                       |                                 |                                         |               |                           |                                   |

### Entrenadores
| Equipo             | Entrenador (jornadas)                                                  |
| ------------------ | ---------------------------------------------------------------------- |
| Always Ready       | Eduardo Villegas (1-15) Omar Asad (16-26)                              |
| Atlético Palmaflor | Humberto Viviani (1-17) Xavier Azkargorta (18-26)                      |
| Aurora             | Julio César Baldivieso (1-19) Sergio Zeballos (20-26)                  |
| Blooming           | Miguel Ponce (1-12) Gabriel Schürrer (13-26)                           |
| Bolívar            | Claudio Vivas (1-12) Walter Flores (13-19) Natxo González (20-26)      |
| Guabirá            | Víctor Hugo Andrada (todas)                                            |
| Jorge Wilstermann  | Cristian Leonel Díaz (todas)                                           |
| Nacional Potosí    | Jeaustin Campos (1-11) Sebastián Núñez (12-26)                         |
| Oriente Petrolero  | Pablo Sánchez (1-12) Erwin Sánchez (13-26)                             |
| Real Potosí        | Walter Grazziosi (1) Marcos Ferrufino (2-12) Cristian Aldirico (13-26) |
| Real Santa Cruz    | José Peña (todas)                                                      |
| Royal Pari         | Miguel Ángel Portugal (1-12) Miguel Ángel Ábrigo (13-26)               |
| San José           | Omar Asad (1-12) José Ferrufino (13-26)                                |
| The Strongest      | Mauricio Soria (2-10) Luis Orosco (1 y 11) Alberto Illanes (12-26)     |

## Desarrollo

### Clasificación
|                                        | 1.  | Always Ready       | 26 | 16 | 3 | 7  | 59 | 29 | +30 | 51 | Fase de grupos de la Copa Libertadores |
|                                        | 2.  | The Strongest      | 26 | 16 | 2 | 8  | 65 | 35 | +30 | 50 | Fase de grupos de la Copa Libertadores |
|                                        | 3.  | Bolívar            | 26 | 15 | 4 | 7  | 60 | 29 | +31 | 49 | Fase 2 de la Copa Libertadores         |
|                                        | 4.  | Royal Pari         | 26 | 14 | 4 | 8  | 42 | 34 | +8  | 46 | Fase 1 de la Copa Libertadores         |
|                                        | 5.  | Jorge Wilstermann  | 26 | 12 | 6 | 8  | 36 | 28 | +8  | 42 | Fase 1 de la Copa Sudamericana         |
|                                        | 6.  | Guabirá            | 26 | 13 | 3 | 10 | 43 | 43 | 0   | 42 | Fase 1 de la Copa Sudamericana         |
|                                        | 7.  | Nacional Potosí    | 26 | 11 | 6 | 9  | 34 | 35 | −1  | 39 | Fase 1 de la Copa Sudamericana         |
|                                        | 8.  | Atlético Palmaflor | 26 | 11 | 5 | 10 | 29 | 30 | −1  | 38 | Fase 1 de la Copa Sudamericana         |
|                                        | 9.  | Blooming           | 26 | 12 | 2 | 12 | 38 | 43 | −5  | 38 |                                        |
|                                        | 10. | Oriente Petrolero  | 26 | 9  | 3 | 14 | 37 | 51 | −14 | 30 |                                        |
|                                        | 11. | Aurora             | 26 | 6  | 5 | 15 | 26 | 37 | −11 | 23 |                                        |
|                                        | 12. | Real Potosí        | 26 | 6  | 5 | 15 | 35 | 59 | −24 | 23 |                                        |
|                                        | 13. | San José           | 26 | 6  | 5 | 15 | 27 | 52 | −25 | 23 |                                        |
|                                        | 14. | Real Santa Cruz    | 26 | 6  | 5 | 15 | 36 | 62 | −26 | 23 |                                        |
| Actualizado el 31 de diciembre de 2020 |     |                    |    |    |   |    |    |    |     |    |                                        |

### Evolución de la clasificación
| Jornada            | 1  | 2  | 3  | 4  | 5  | 6  | 7  | 8  | 9  | 10 | 11 | 12 | 13 | 14 | 15 | 16 | 17 | 18 | 19 | 20 | 21 | 22 | 23 | 24 | 25 | 26 |
| Equipo             |    |    |    |    |    |    |    |    |    |    |    |    |    |    |    |    |    |    |    |    |    |    |    |    |    |    |
| ------------------ | -- | -- | -- | -- | -- | -- | -- | -- | -- | -- | -- | -- | -- | -- | -- | -- | -- | -- | -- | -- | -- | -- | -- | -- | -- | -- |
| Always Ready       | 10 | 6  | 4  | 2  | 1  | 1  | 2  | 2  | 1  | 2  | 1  | 2  | 4  | 2  | 4  | 2  | 4  | 4  | 3  | 3  | 2  | 3  | 3  | 2  | 1  | 1  |
| The Strongest      | 9  | 12 | 9  | 11 | 12 | 13 | 12 | 12 | 12 | 13 | 7  | 1  | 1  | 1  | 1  | 1  | 1  | 1  | 1  | 2  | 1  | 2  | 2  | 3  | 2  | 2  |
| Bolívar            | 2  | 1  | 1  | 1  | 3  | 3  | 3  | 3  | 2  | 1  | 3  | 3  | 2  | 5  | 3  | 3  | 2  | 2  | 2  | 1  | 3  | 1  | 1  | 1  | 3  | 3  |
| Royal Pari         | 5  | 7  | 6  | 3  | 2  | 2  | 1  | 1  | 4  | 6  | 5  | 6  | 3  | 4  | 2  | 5  | 3  | 3  | 4  | 4  | 4  | 4  | 4  | 4  | 4  | 4  |
| Wilstermann        | 11 | 10 | 11 | 6  | 4  | 4  | 5  | 4  | 5  | 3  | 4  | 5  | 7  | 7  | 5  | 4  | 6  | 7  | 6  | 5  | 6  | 5  | 5  | 5  | 5  | 5  |
| Guabirá            | 3  | 5  | 10 | 12 | 9  | 10 | 8  | 9  | 11 | 12 | 13 | 11 | 10 | 11 | 11 | 10 | 9  | 9  | 9  | 9  | 9  | 9  | 6  | 6  | 7  | 6  |
| Nacional Potosí    | 4  | 9  | 3  | 8  | 8  | 7  | 10 | 8  | 9  | 7  | 10 | 9  | 8  | 9  | 8  | 8  | 8  | 8  | 8  | 8  | 8  | 7  | 8  | 7  | 6  | 7  |
| Atlético Palmaflor | 13 | 11 | 12 | 7  | 7  | 5  | 7  | 6  | 6  | 5  | 6  | 7  | 5  | 3  | 7  | 6  | 7  | 5  | 7  | 6  | 7  | 8  | 9  | 9  | 9  | 8  |
| Blooming           | 6  | 2  | 8  | 10 | 11 | 9  | 6  | 5  | 3  | 4  | 2  | 4  | 7  | 6  | 6  | 7  | 5  | 6  | 5  | 7  | 5  | 6  | 7  | 8  | 8  | 9  |
| Oriente Petrolero  | 12 | 8  | 5  | 4  | 5  | 6  | 4  | 7  | 7  | 9  | 11 | 12 | 13 | 13 | 13 | 13 | 14 | 13 | 13 | 12 | 10 | 10 | 10 | 10 | 10 | 10 |
| Aurora             | 1  | 4  | 2  | 5  | 6  | 8  | 11 | 11 | 10 | 11 | 14 | 14 | 14 | 14 | 14 | 14 | 13 | 14 | 14 | 14 | 14 | 14 | 14 | 12 | 12 | 11 |
| Real Potosí        | 14 | 14 | 14 | 13 | 13 | 12 | 9  | 10 | 8  | 8  | 9  | 10 | 12 | 10 | 10 | 11 | 11 | 11 | 11 | 11 | 12 | 11 | 11 | 11 | 11 | 12 |
| San José           | 8  | 13 | 13 | 14 | 14 | 14 | 14 | 13 | 13 | 10 | 8  | 8  | 9  | 8  | 9  | 9  | 10 | 10 | 10 | 10 | 11 | 12 | 12 | 13 | 13 | 13 |
| Real Santa Cruz    | 7  | 3  | 7  | 9  | 10 | 11 | 13 | 14 | 14 | 14 | 12 | 13 | 11 | 12 | 12 | 12 | 12 | 12 | 12 | 13 | 13 | 13 | 13 | 14 | 14 | 14 |

| 1. 2. 3. 4. |

## Resultados
| Blooming        | 1 − 1 | Real Santa Cruz    | Ramón Aguilera Costas | 21 de enero | 20:30 |              | Juan García     | 8 | 0 |
| Aurora          | 4 − 0 | Real Potosí        | Félix Capriles        | 22 de enero | 15:00 | Luis Yrusta  | 3               | 0 |   |
| Guabirá         | 2 − 1 | Always Ready       | Gilberto Parada       | 22 de enero | 15:00 | Hostín Prado | 5               | 0 |   |
| Bolívar         | 3 − 1 | Atlético Palmaflor | Hernando Siles        | 22 de enero | 16:00 |              | Jordy Alemán    | 3 | 0 |
| Royal Pari      | 1 − 0 | Oriente Petrolero  | Ramón Aguilera Costas | 22 de enero | 20:30 |              | Rafael Subirana | 5 | 1 |
| Nacional Potosí | 1 − 0 | Wilstermann        | Víctor Agustín Ugarte | 23 de enero | 20:00 | Gery Vargas  | 2               | 0 |   |
| The Strongest   | 3 − 0 | San José           | Hernando Siles        | 4 de marzo  | 20:00 | Jordy Alemán | 4               | 0 |   |

| Always Ready       | 1 − 0 | Aurora          | Villa Ingenio         | 25 de enero | 15:00 |                   | Carlos Arteaga | 9 | 1 |
| Atlético Palmaflor | 1 − 0 | Royal Pari      | Félix Capriles        | 25 de enero | 17:15 | Ángel Flores      | 4              | 0 |   |
| San José           | 2 − 5 | Bolívar         | Jesús Bermúdez        | 25 de enero | 19:30 | Juan Nelio García | 1              | 0 |   |
| Real Potosí        | 1 − 3 | Blooming        | Víctor Agustín Ugarte | 26 de enero | 15:00 | Guildo Quenta     | 5              | 1 |   |
| Wilstermann        | 1 − 0 | Guabirá         | Félix Capriles        | 26 de enero | 17:15 | Javier Revollo    | 5              | 0 |   |
| Oriente Petrolero  | 1 − 0 | Nacional Potosí | Ramón Aguilera Costas | 26 de enero | 17:15 | José Jordán       | 2              | 0 |   |
| Real Santa Cruz    | 3 − 2 | The Strongest   | Ramón Aguilera Costas | 26 de enero | 19:30 | Dilio Rodríguez   | 7              | 2 |   |

| Royal Pari      | 1 − 0 | Bolívar            | Ramón Aguilera Costas | 29 de enero  | 15:00 |                 | Dilio Rodríguez | 8 | 0 |
| The Strongest   | 3 − 2 | Real Potosí        | Hernando Siles        | 29 de enero  | 18:15 | Rafael Subirana | 5               | 0 |   |
| Nacional Potosí | 4 − 2 | Atlético Palmaflor | Víctor Agustín Ugarte | 29 de enero  | 18:15 | Nelson Barro    | 4               | 1 |   |
| Blooming        | 0 − 2 | Always Ready       | Ramón Aguilera Costas | 29 de enero  | 20:30 | Gery Vargas     | 6               | 0 |   |
| Guabirá         | 1 − 2 | Oriente Petrolero  | Gilberto Parada       | 30 de enero  | 18:30 | Juan García     | 5               | 0 |   |
| Aurora          | 2 − 1 | Wilstermann        | Félix Capriles        | 30 de enero  | 20:30 | Luis Yrusta     | 7               | 0 |   |
| Real Santa Cruz | 1 − 1 | San José           | Gilberto Parada       | 5 de febrero | 15:00 | Ángel Flores    | 5               | 0 |   |

| Always Ready       | 4 − 1 | The Strongest   | Villa Ingenio         | 1 de febrero | 15:30 |                     | Jordy Alemán      | 8 | 0 |
| San José           | 0 − 2 | Royal Pari      | Jesús Bermúdez        | 1 de febrero | 20:00 | Luis Yrusta         | 3                 | 0 |   |
| Bolívar            | 4 − 0 | Nacional Potosí | Hernando Siles        | 1 de febrero | 20:00 |                     | Juan Nelio García | 3 | 0 |
| Wilstermann        | 3 − 0 | Blooming        | Félix Capriles        | 2 de febrero | 15:00 |                     | Dilio Rodríguez   | 5 | 0 |
| Real Potosí        | 2 − 1 | Real Santa Cruz | Víctor Agustín Ugarte | 2 de febrero | 17:15 | Álvaro Campos       | 7                 | 1 |   |
| Oriente Petrolero  | 2 − 1 | Aurora          | Ramón Aguilera Costas | 2 de febrero | 17:15 | Juan Marcelo Castro | 10                | 0 |   |
| Atlético Palmaflor | 2 − 0 | Guabirá         | Félix Capriles        | 2 de febrero | 19:30 | Edson Ríos          | 6                 | 0 |   |

| Aurora          | 0 − 0 | Atlético Palmaflor | Félix Capriles        | 8 de febrero | 15:00 |                  | José Jordán | 6 | 0 |
| Nacional Potosí | 0 − 0 | Royal Pari         | Víctor Agustín Ugarte | 8 de febrero | 17:15 | Jordy Alemán     | 7           | 1 |   |
| The Strongest   | 0 − 1 | Wilstermann        | Hernando Siles        | 8 de febrero | 19:30 | Dilio Rodríguez  | 11          | 3 |   |
| Always Ready    | 6 − 0 | Real Santa Cruz    | Villa Ingenio         | 9 de febrero | 15:00 | Jorge Justiniano | 3           | 0 |   |
| Guabirá         | 2 − 1 | Bolívar            | Gilberto Parada       | 9 de febrero | 15:00 | Javier Revollo   | 6           | 0 |   |
| Real Potosí     | 2 − 1 | San José           | Víctor Agustín Ugarte | 9 de febrero | 17:15 | Luis Yrusta      | 6           | 0 |   |
| Blooming        | 3 − 1 | Oriente Petrolero  | Ramón Aguilera Costas | 9 de febrero | 19:30 | Gery Vargas      | 9           | 1 |   |

| Always Ready       | 4 − 1 | Real Potosí     | Villa Ingenio         | 12 de febrero | 15:00 |                     | José Jordán      | 4 | 1 |
| Bolívar            | 3 − 0 | Aurora          | Hernando Siles        | 12 de febrero | 20:00 |                     | Nelson Barro     | 4 | 0 |
| San José           | 1 − 1 | Nacional Potosí | Jesús Bermúdez        | 12 de febrero | 20:30 |                     | Charles Terrazas | 4 | 0 |
| Royal Pari         | 2 − 1 | Guabirá         | Ramón Aguilera Costas | 12 de febrero | 20:30 | Rafael Subirana     | 4                | 0 |   |
| Atlético Palmaflor | 2 − 1 | Blooming        | Félix Capriles        | 13 de febrero | 15:00 | Luis Yrusta         | 5                | 1 |   |
| Wilstermann        | 0 − 0 | Real Santa Cruz | Félix Capriles        | 13 de febrero | 20:00 | Gaad Flores Ramírez | 6                | 0 |   |
| Oriente Petrolero  | 0 − 3 | The Strongest   | Ramón Aguilera Costas | 15 de marzo   | 17:15 | Jordy Alemán        | 8                | 0 |   |

| Always Ready    | 1 − 2 | San José           | Villa Ingenio         | 15 de febrero | 15:00 |                  | Ivo Méndez | 6 | 1 |
| Guabirá         | 1 − 0 | Nacional Potosí    | Gilberto Parada       | 15 de febrero | 17:15 | Fernando Toledo  | 7          | 2 |   |
| Real Potosí     | 4 − 1 | Wilstermann        | Víctor Agustín Ugarte | 16 de febrero | 15:00 | Javier Revollo   | 7          | 0 |   |
| Real Santa Cruz | 1 − 5 | Oriente Petrolero  | Ramón Aguilera Costas | 16 de febrero | 15:00 | Rafael Subirana  | 6          | 2 |   |
| The Strongest   | 1 − 0 | Atlético Palmaflor | Hernando Siles        | 16 de febrero | 17:15 | Jorge Justiniano | 6          | 1 |   |
| Blooming        | 2 − 1 | Bolívar            | Ramón Aguilera Costas | 16 de febrero | 19:30 | José Jordán      | 9          | 2 |   |
| Aurora          | 0 − 1 | Royal Pari         | Félix Capriles        | 17 de febrero | 18:00 | Guildo Quenta    | 8          | 1 |   |

| Bolívar            | 5 − 4 | The Strongest     | Hernando Siles        | 21 de febrero | 18:00 |                | Jorge Justiniano   | 7 | 0 |
| San José           | 2 − 2 | Guabirá           | Jesús Bermúdez        | 21 de febrero | 19:00 |                | Joaquín Verástegui | 2 | 0 |
| Atlético Palmaflor | 2 − 1 | Real Santa Cruz   | Félix Capriles        | 22 de febrero | 15:00 | Javier Revollo | 11                 | 2 |   |
| Royal Pari         | 2 − 3 | Blooming          | Ramón Aguilera Costas | 23 de febrero | 15:00 | Juan García    | 3                  | 0 |   |
| Nacional Potosí    | 2 − 1 | Aurora            | Víctor Agustín Ugarte | 23 de febrero | 15:00 | Ivo Méndez     | 6                  | 0 |   |
| Wilstermann        | 2 − 0 | Always Ready      | Félix Capriles        | 23 de febrero | 17:15 | José Jordán    | 8                  | 0 |   |
| Real Potosí        | 2 − 2 | Oriente Petrolero | Víctor Agustín Ugarte | 4 de marzo    | 20:30 | Guildo Quenta  | 6                  | 0 |   |

| Always Ready    | 4 − 2 | Oriente Petrolero  | Villa Ingenio         | 26 de febrero | 15:00 |                  | Javier Revollo | 5 | 1 |
| Real Potosí     | 1 − 0 | Atlético Palmaflor | Víctor Agustín Ugarte | 26 de febrero | 18:15 | Ivo Méndez       | 8              | 0 |   |
| Wilstermann     | 1 − 2 | San José           | Félix Capriles        | 26 de febrero | 20:30 | Juan García      | 5              | 2 |   |
| Real Santa Cruz | 2 − 4 | Bolívar            | Ramón Aguilera Costas | 27 de febrero | 15:00 | Dilio Rodríguez  | 6              | 0 |   |
| Aurora          | 2 − 0 | Guabirá            | Félix Capriles        | 27 de febrero | 18:15 | Luis Yrusta      | 8              | 0 |   |
| The Strongest   | 4 − 0 | Royal Pari         | Hernando Siles        | 27 de febrero | 20:30 | Nelson Barro     | 2              | 0 |   |
| Blooming        | 2 − 1 | Nacional Potosí    | Ramón Aguilera Costas | 27 de febrero | 20:30 | Charles Terrazas | 2              | 2 |   |

| Nacional Potosí    | 3 − 1 | The Strongest   | Víctor Agustín Ugarte    | 1 de marzo | 15:00 |                 | Javier Revollo | 11 | 1 |
| Bolívar            | 0 − 0 | Real Potosí     | Hernando Siles           | 1 de marzo | 16:00 |                 | Raúl Orozco    | 6  | 1 |
| San José           | 1 − 0 | Aurora          | Jesús Bermúdez           | 1 de marzo | 17:15 |                 | José Jordán    | 6  | 0 |
| Oriente Petrolero  | 0 − 1 | Wilstermann     | Ramón Aguilera Costas    | 1 de marzo | 19:30 | Gery Vargas     | 6              | 0  |   |
| Atlético Palmaflor | 2 − 0 | Always Ready    | Municipal de Quillacollo | 2 de marzo | 18:15 | Rafael Subirana | 3              | 0  |   |
| Royal Pari         | 0 − 2 | Real Santa Cruz | Ramón Aguilera Costas    | 2 de marzo | 20:30 | Carlos Arteaga  | 8              | 1  |   |
| Guabirá            | 1 − 1 | Blooming        | Gilberto Parada          | 3 de marzo | 20:30 | Ivo Méndez      | 7              | 0  |   |

| Real Santa Cruz | 2 − 1 | Nacional Potosí    | Ramón Aguilera Costas | 6 de marzo | 15:00 |                 | Juan Castro | 3 | 0 |
| Always Ready    | 2 − 1 | Bolívar            | Villa Ingenio         | 7 de marzo | 15:00 | Ivo Méndez      | 5           | 1 |   |
| Wilstermann     | 2 − 1 | Atlético Palmaflor | Félix Capriles        | 7 de marzo | 17:15 | Carlos García   | 4           | 0 |   |
| Blooming        | 3 − 0 | Aurora             | Ramón Aguilera Costas | 7 de marzo | 17:15 | Dilio Rodríguez | 3           | 0 |   |
| The Strongest   | 6 − 2 | Guabirá            | Hernando Siles        | 8 de marzo | 15:00 | Nelson Barro    | 3           | 1 |   |
| Real Potosí     | 2 − 2 | Royal Pari         | Víctor Agustín Ugarte | 8 de marzo | 17:15 | Gery Vargas     | 9           | 1 |   |
| San José        | 4 − 1 | Oriente Petrolero  | Jesús Bermúdez        | 8 de marzo | 19:30 | Raúl Orozco     | 4           | 0 |   |

| Royal Pari         | 4 − 1 | Always Ready      | Ramón Aguilera Costas    | 11 de marzo | 15:00 |                 | José Jordán | 6 | 1 |
| Atlético Palmaflor | 1 − 0 | Oriente Petrolero | Municipal de Quillacollo | 11 de marzo | 18:15 | Dilio Rodríguez | 3           | 1 |   |
| San José           | 1 − 0 | Blooming          | Jesús Bermúdez           | 11 de marzo | 20:30 | Carlos García   | 8           | 3 |   |
| Aurora             | 1 − 2 | The Strongest     | Félix Capriles           | 12 de marzo | 20:00 | Rafael Subirana | 6           | 1 |   |
| Bolívar            | 1 − 1 | Wilstermann       | Hernando Siles           | 14 de marzo | 16:00 |                 | Gery Vargas | 8 | 0 |
| Nacional Potosí    | 4 − 0 | Real Potosí       | Víctor Agustín Ugarte    | 15 de marzo | 15:00 |                 | Ivo Méndez  | 7 | 1 |
| Guabirá            | 1 − 0 | Real Santa Cruz   | Gilberto Parada          | 15 de marzo | 17:15 | Carlos Arteaga  | 4           | 0 |   |

| Always Ready       | 2 − 2 | Nacional Potosí | Villa Ingenio                | 27 de noviembre | 15:00 |                  | José Jordán | 8 | 0 |
| Real Santa Cruz    | 4 − 2 | Aurora          | Real Santa Cruz              | 27 de noviembre | 15:30 | Dilio Rodríguez  | 5           | 2 |   |
| Real Potosí        | 0 − 1 | Guabirá         | Víctor Agustín Ugarte        | 27 de noviembre | 17:30 | Charles Terrazas | 5           | 2 |   |
| Oriente Petrolero  | 3 − 4 | Bolívar         | Ramón Aguilera Costas        | 27 de noviembre | 20:30 | Javier Revollo   | 6           | 1 |   |
| Atlético Palmaflor | 5 − 0 | San José        | Bicentenario de Villa Tunari | 28 de noviembre | 15:00 | Carlos Arteaga   | 1           | 0 |   |
| The Strongest      | 3 − 0 | Blooming        | Hernando Siles               | 28 de noviembre | 17:15 | Nelson Barro     | 2           | 0 |   |
| Wilstermann        | 2 − 3 | Royal Pari      | Félix Capriles               | 28 de noviembre | 19:30 | Luis Yrusta      | 3           | 1 |   |

| Wilstermann        | 2 − 1 | Nacional Potosí | Capitán José Ángulo          | 30 de noviembre | 15:00 |                 | Juan García | 6 | 1 |
| Real Santa Cruz    | 0 − 2 | Blooming        | Real Santa Cruz              | 30 de noviembre | 15:00 | Ivo Méndez      | 8           | 0 |   |
| San José           | 1 − 1 | The Strongest   | Jesús Bermúdez               | 30 de noviembre | 17:15 | Raúl Orozco     | 10          | 2 |   |
| Always Ready       | 2 − 0 | Guabirá         | Villa Ingenio                | 1 de diciembre  | 15:00 | Álvaro Campos   | 7           | 0 |   |
| Atlético Palmaflor | 1 − 0 | Bolívar         | Bicentenario de Villa Tunari | 1 de diciembre  | 15:00 | Jorge Mancilla  | 9           | 1 |   |
| Real Potosí        | 2 − 1 | Aurora          | Víctor Agustín Ugarte        | 1 de diciembre  | 17:15 | Guildo Quenta   | 1           | 0 |   |
| Oriente Petrolero  | 2 − 2 | Royal Pari      | Ramón Aguilera Costas        | 1 de diciembre  | 19:30 | Rafael Subirana | 7           | 1 |   |

| The Strongest   | 4 − 2 | Real Santa Cruz    | Hernando Siles        | 2 de diciembre | 19:00 |                | Javier Revollo  | 8 | 1 |
| Royal Pari      | 3 − 1 | Atlético Palmaflor | Ramón Aguilera Costas | 3 de diciembre | 15:00 | Jorge Mancilla | 6               | 0 |   |
| Nacional Potosí | 2 − 1 | Oriente Petrolero  | Víctor Agustín Ugarte | 3 de diciembre | 17:15 | Raúl Orozco    | 5               | 1 |   |
| Blooming        | 2 − 1 | Real Potosí        | Ramón Aguilera Costas | 3 de diciembre | 20:00 | Guildo Quenta  | 7               | 0 |   |
| Guabirá         | 1 − 3 | Wilstermann        | Gilberto Parada       | 4 de diciembre | 15:00 | Jordy Alemán   | 9               | 0 |   |
| Bolívar         | 2 − 0 | San José           | Hernando Siles        | 4 de diciembre | 16:00 |                | Dilio Rodríguez | 6 | 0 |
| Aurora          | 1 − 1 | Always Ready       | Félix Capriles        | 4 de diciembre | 17:15 |                | Rafael Subirana | 4 | 0 |

| Atlético Palmaflor | 0 − 0 | Nacional Potosí | Bicentenario de Villa Tunari | 6 de diciembre | 15:00 |                  | Christian Alemán | 4 | 0 |
| Bolívar            | 4 − 0 | Royal Pari      | Hernando Siles               | 6 de diciembre | 16:00 |                  | Raúl Orozco      | 3 | 0 |
| Real Potosí        | 3 − 5 | The Strongest   | Víctor Agustín Ugarte        | 6 de diciembre | 17:15 |                  | Carlos Arteaga   | 6 | 0 |
| Oriente Petrolero  | 2 − 3 | Guabirá         | Ramón Aguilera Costas        | 6 de diciembre | 19:30 | Juan García      | 2                | 0 |   |
| Always Ready       | 8 − 0 | Blooming        | Villa Ingenio                | 7 de diciembre | 15:00 | Charles Terrazas | 2                | 0 |   |
| San José           | 4 − 1 | Real Santa Cruz | Jesús Bermúdez               | 7 de diciembre | 17:15 | Gaad Flores      | 3                | 0 |   |
| Wilstermann        | 1 − 1 | Aurora          | Félix Capriles               | 7 de diciembre | 20:00 | Gery Vargas      | 8                | 1 |   |

| Guabirá         | 2 − 0 | Atlético Palmaflor | Gilberto Parada       | 8 de diciembre  | 15:00 |                 | Guildo Quenta | 6 | 0 |
| Nacional Potosí | 1 − 1 | Bolívar            | Víctor Agustín Ugarte | 8 de diciembre  | 20:00 | Dilio Rodríguez | 2             | 0 |   |
| Royal Pari      | 2 − 0 | San José           | Ramón Aguilera Costas | 9 de diciembre  | 15:00 | Luis Yrusta     | 5             | 0 |   |
| Real Santa Cruz | 3 − 1 | Real Potosí        | Real Santa Cruz       | 9 de diciembre  | 15:00 | Hostin Prado    | 6             | 0 |   |
| The Strongest   | 2 − 0 | Always Ready       | Hernando Siles        | 9 de diciembre  | 17:15 | Ivo Méndez      | 9             | 2 |   |
| Blooming        | 2 − 1 | Jorge Wilstermann  | Ramón Aguilera Costas | 9 de diciembre  | 20:00 | José Jordán     | 4             | 0 |   |
| Aurora          | 2 − 1 | Oriente Petrolero  | Félix Capriles        | 10 de diciembre | 15:00 | Nelson Barro    | 9             | 2 |   |

| San José           | 1 − 2 | Real Potosí     | Jesús Bermúdez        | 11 de diciembre | 15:00 |                  | Juan García      | 4 | 1 |
| Bolívar            | 5 − 0 | Guabirá         | Hernando Siles        | 11 de diciembre | 16:00 |                  | Christian Alemán | 5 | 0 |
| Royal Pari         | 4 − 1 | Nacional Potosí | Gilberto Parada       | 11 de diciembre | 17:15 |                  | Guildo Quenta    | 5 | 0 |
| Wilstermann        | 0 − 0 | The Strongest   | Félix Capriles        | 11 de diciembre | 19:30 | Jorge Mancilla   | 9                | 0 |   |
| Atlético Palmaflor | 1 − 0 | Aurora          | Villa Tunari          | 12 de diciembre | 15:00 | Carlos García    | 5                | 1 |   |
| Real Santa Cruz    | 0 − 3 | Always Ready    | Real Santa Cruz       | 12 de diciembre | 15:00 | Charles Terrazas | 5                | 0 |   |
| Oriente Petrolero  | 1 − 0 | Blooming        | Ramón Aguilera Costas | 12 de diciembre | 19:30 | Gery Vargas      | 3                | 1 |   |

| Nacional Potosí | 3 − 2 | San José           | Víctor Agustín Ugarte | 13 de diciembre | 15:00 |                 | Nelson Barro | 3 | 0 |
| Real Santa Cruz | 1 − 3 | Wilstermann        | Real Santa Cruz       | 14 de diciembre | 15:00 | Guildo Quenta   | 6            | 0 |   |
| The Strongest   | 7 − 0 | Oriente Petrolero  | Hernando Siles        | 14 de diciembre | 17:15 | Raúl Orozco     | 1            | 1 |   |
| Blooming        | 3 − 1 | Atlético Palmaflor | Ramón Aguilera Costas | 14 de diciembre | 19:30 | Gaad Flores     | 4            | 1 |   |
| Aurora          | 0 − 1 | Bolívar            | Félix Capriles        | 15 de diciembre | 15:00 | Ivo Méndez      | 4            | 1 |   |
| Real Potosí     | 3 − 5 | Always Ready       | Víctor Agustín Ugarte | 15 de diciembre | 19:30 | Carlos Arteaga  | 6            | 0 |   |
| Guabirá         | 4 − 2 | Royal Pari         | Gilberto Parada       | 15 de diciembre | 20:00 | Rafael Subirana | 12           | 0 |   |

| Atlético Palmaflor | 2 − 1 | The Strongest   | Félix Capriles        | 16 de diciembre | 15:00 |              | Dilio Rodríguez | 7 | 0 |
| Oriente Petrolero  | 3 − 2 | Real Santa Cruz | Gilberto Parada       | 16 de diciembre | 19:30 | Juan García  | 7               | 0 |   |
| Royal Pari         | 1 − 0 | Aurora          | Gilberto Parada       | 17 de diciembre | 15:00 | Luis Yrusta  | 7               | 0 |   |
| Nacional Potosí    | 1 − 0 | Guabirá         | Víctor Agustín Ugarte | 17 de diciembre | 15:00 | Raúl Orozco  | 3               | 0 |   |
| Bolívar            | 3 − 0 | Blooming        | Hernando Siles        | 17 de diciembre | 16:00 |              | Jorge Mancilla  | 2 | 0 |
| San José           | 1 − 3 | Always Ready    | Jesús Bermúdez        | 17 de diciembre | 17:15 |              | Ivo Méndez      | 3 | 1 |
| Wilstermann        | 3 − 1 | Real Potosí     | Félix Capriles        | 17 de diciembre | 19:30 | Jordy Alemán | 5               | 0 |   |

| Real Santa Cruz   | 2 − 1 | Atlético Palmaflor | Real Santa Cruz       | 19 de diciembre | 15:00 |                  | Marcelo Castro | 9 | 0 |
| Aurora            | 1 − 1 | Nacional Potosí    | Félix Capriles        | 19 de diciembre | 17:15 | Luis Yrustra     | 3              | 0 |   |
| The Strongest     | 2 − 1 | Bolívar            | Hernando Siles        | 19 de diciembre | 17:15 | Gery Vargas      | 5              | 0 |   |
| Blooming          | 1 − 0 | Royal Pari         | Ramón Aguilera Costas | 19 de diciembre | 20:30 | Carlos Arteaga   | 8              | 0 |   |
| Always Ready      | 1 − 0 | Wilstermann        | Villa Ingenio         | 20 de diciembre | 15:00 | Dilio Rodríguez  | 4              | 0 |   |
| Guabirá           | 4 − 0 | San José           | Gilberto Parada       | 20 de diciembre | 17:15 | Charles Terrazas | 5              | 0 |   |
| Oriente Petrolero | 2 − 0 | Real Potosí        | Ramón Aguilera Costas | 20 de diciembre | 20:00 | Javier Revollo   | 5              | 0 |   |

| Nacional Potosí    | 1 − 0 | Blooming        | Víctor Agustín Ugarte | 21 de diciembre | 15:00 |              | Guildo Quenta | 5 | 0 |
| Royal Pari         | 1 − 0 | The Strongest   | Gilberto Parada       | 21 de diciembre | 17:15 | Raúl Orozco  | 6             | 0 |   |
| Atlético Palmaflor | 0 − 0 | Real Potosí     | Villa Tunari          | 22 de diciembre | 15:00 | Ivo Méndez   | 4             | 0 |   |
| San José           | 0 − 2 | Wilstermann     | Jesús Bermúdez        | 22 de diciembre | 15:00 | Juan García  | 2             | 0 |   |
| Bolívar            | 4 − 0 | Real Santa Cruz | Hernando Siles        | 22 de diciembre | 17:00 |              | Álvaro Campos | 4 | 0 |
| Oriente Petrolero  | 2 − 0 | Always Ready    | Ramón Aguilera Costas | 22 de diciembre | 17:15 |              | Hostin Prado  | 6 | 0 |
| Guabirá            | 2 − 1 | Aurora          | Gilberto Parada       | 22 de diciembre | 20:00 | Nelson Barro | 5             | 0 |   |

| Jorge Wilstermann | 2 − 2 | Oriente Petrolero  | Félix Capriles        | 24 de diciembre | 12:00 |                  | Alejandro Mancilla | 4 | 2 |
| Real Santa Cruz   | 2 − 4 | Royal Pari         | Real Santa Cruz       | 24 de diciembre | 15:00 | Juan García      | 8                  | 0 |   |
| The Strongest     | 3 − 0 | Nacional Potosí    | Hernando Siles        | 24 de diciembre | 17:15 | Jordy Alemán     | 1                  | 0 |   |
| Always Ready      | 4 − 0 | Atlético Palmaflor | Villa Ingenio         | 25 de diciembre | 15:00 | Carlos Arteaga   | 1                  | 0 |   |
| Aurora            | 2 − 0 | San José           | Félix Capriles        | 25 de diciembre | 15:00 | Juan Castro      | 4                  | 0 |   |
| Blooming          | 1 − 2 | Guabirá            | Ramón Aguilera Costas | 25 de diciembre | 17:15 | Ivo Méndez       | 6                  | 1 |   |
| Real Potosí       | 2 − 3 | Bolívar            | Víctor Agustín Ugarte | 25 de diciembre | 19:30 | Charles Terrazas | 9                  | 0 |   |

| Atlético Palmaflor | 1 − 1 | Wilstermann     | Félix Capriles        | 27 de diciembre | 11:00 |                 | Raúl Orozco | 1 | 0 |
| Aurora             | 3 − 2 | Blooming        | Félix Capriles        | 27 de diciembre | 15:00 | Luis Yrustra    | 3           | 0 |   |
| Oriente Petrolero  | 1 − 0 | San José        | Ramón Aguilera Costas | 27 de diciembre | 15:00 | Dilio Rodríguez | 2           | 1 |   |
| Royal Pari         | 1 − 1 | Real Potosí     | Real Santa Cruz       | 27 de diciembre | 15:00 | Gery Vargas     | 7           | 1 |   |
| Guabirá            | 3 − 2 | The Strongest   | Gilberto Parada       | 27 de diciembre | 15:00 | Jorge Mancilla  | 2           | 0 |   |
| Nacional Potosí    | 1 − 0 | Real Santa Cruz | Víctor Agustín Ugarte | 27 de diciembre | 15:00 | Carlos García   | 2           | 0 |   |
| Bolívar            | 0 − 0 | Always Ready    | Hernando Siles        | 27 de diciembre | 16:00 |                 | Ivo Méndez  | 7 | 0 |

| Always Ready      | 2 − 1 | Royal Pari         | Villa Ingenio         | 29 de diciembre | 15:00 |                | Dilio Rodríguez | 5 | 0 |
| Oriente Petrolero | 0 − 1 | Atlético Palmaflor | Ramón Aguilera Costas | 29 de diciembre | 15:00 | José Jordán    | 1               | 0 |   |
| Blooming          | 4 − 0 | San José           | Gilberto Parada       | 29 de diciembre | 15:00 | Raúl Orozco    | 1               | 1 |   |
| The Strongest     | 2 − 0 | Aurora             | Hernando Siles        | 29 de diciembre | 15:00 | Juan García    | 2               | 0 |   |
| Wilstermann       | 2 − 0 | Bolívar            | Félix Capriles        | 29 de diciembre | 15:00 | Gery Vargas    | 7               | 2 |   |
| Real Potosí       | 2 − 3 | Nacional Potosí    | Víctor Agustín Ugarte | 29 de diciembre | 15:00 | Luis Yrusta    | 3               | 0 |   |
| Real Santa Cruz   | 4 − 4 | Guabirá            | Real Santa Cruz       | 29 de diciembre | 15:00 | Carlos Arteaga | 8               | 0 |   |

| Aurora          | 1 − 1 | Real Santa Cruz    | Félix Capriles        | 31 de diciembre | 15:00 |                 | Álvaro Campos | 7 | 0 |
| Guabirá         | 4 − 0 | Real Potosí        | Gilberto Parada       | 31 de diciembre | 15:00 | Guildo Quenta   | 5             | 0 |   |
| Nacional Potosí | 0 − 2 | Always Ready (C)   | Víctor Agustín Ugarte | 31 de diciembre | 15:00 | José Jordán     | 7             | 0 |   |
| San José        | 1 − 1 | Atlético Palmaflor | Jesús Bermúdez        | 31 de diciembre | 15:00 | Juan García     | 1             | 0 |   |
| Royal Pari      | 3 − 0 | Wilstermann        | Ramón Aguilera Costas | 31 de diciembre | 15:00 | Luis Yrustra    | 5             | 1 |   |
| Blooming        | 1 − 3 | The Strongest      | Real Santa Cruz       | 31 de diciembre | 15:00 | Dilio Rodríguez | 5             | 0 |   |
| Bolívar         | 4 − 1 | Oriente Petrolero  | Hernando Siles        | 31 de diciembre | 15:00 |                 | Raúl Orozco   |   |   |

### Campeón
|                                                                                  |
|                                                                                  |
| Always Ready 1.er título de División Profesional 3.er título de Primera División |

## Clasificación a torneos Conmebol

### Copa Libertadores 2021
| Cupo      | Equipo        | Fase           | Método de clasificación      |
| --------- | ------------- | -------------- | ---------------------------- |
| Bolivia 1 | Always Ready  | Fase de grupos | Campeón nacional             |
| Bolivia 2 | The Strongest | Fase de grupos | Subcampeón                   |
| Bolivia 3 | Bolívar       | Fase 2         | Tercer puesto del campeonato |
| Bolivia 4 | Royal Pari    | Fase 1         | Cuarto puesto del campeonato |

### Copa Sudamericana 2021
| Cupo      | Equipo             | Fase   | Método de clasificación       |
| --------- | ------------------ | ------ | ----------------------------- |
| Bolivia 1 | Jorge Wilstermann  | Fase 1 | Quinto puesto del campeonato  |
| Bolivia 2 | Guabirá            | Fase 1 | Sexto puesto del campeonato   |
| Bolivia 3 | Nacional Potosí    | Fase 1 | Séptimo puesto del campeonato |
| Bolivia 4 | Atlético Palmaflor | Fase 1 | Octavo puesto del campeonato  |

## Estadísticas

### Máximos goleadores
| Pos. | Jugador               | Equipo             | Goles |
| ---- | --------------------- | ------------------ | ----- |
| 1    | Marcos Riquelme       | Bolívar            | 20    |
| 2    | Jair Reinoso          | The Strongest      | 17    |
| 3    | Jefferson da Silva    | Atlético Palmaflor | 14    |
| 4    | Willie Barbosa        | The Strongest      | 13    |
| 5    | Javier Sanguinetti    | Always Ready       | 13    |
| 6    | Bruno Miranda         | Royal Pari         | 12    |
| 7    | Rolando Blackburn     | The Strongest      | 10    |
| 8    | José Alfredo Castillo | Oriente Petrolero  | 10    |
| 9    | José Caraballo        | Real Santa Cruz    | 10    |
| 10   | Fran Pastor           | Real Potosí        | 10    |
| 11   | Alejandro Quintana    | Guabirá            | 10    |
| 12   | Lucas Gómez           | Real Santa Cruz    | 9     |
| 13   | Rodrigo Vargas        | San José           | 8     |
| 14   | Marcos Ovejero        | Always Ready       | 8     |
| 15   | Marco Morgon          | San José           | 7     |
| 16   | Diego Navarro         | Nacional Potosí    | 7     |
| 17   | Gerardo Yecerotte     | Real Potosí        | 7     |
| 18   | Juan Vogliotti        | Guabirá            | 7     |
| 19   | Erwin Saavedra        | Bolívar            | 7     |

### Récords de goles
- Primer gol de la temporada: Jornada 1, Carlos Navas (83')
Blooming vs. Real Santa Cruz. (21 de enero de 2020)
- Gol más rápido: 17 segundos, John Jairo Mosquera
Royal Pari vs. Always Ready. (11 de marzo de 2020)
- Gol más tardío: 99 minutos y 39 segundos, Gustavo Britos
Always Ready vs. Oriente Petrolero. (26 de febrero de 2020)
- Mayor número de goles marcados en un partido: 9 goles, (5 – 4)
 Bolívar vs. The Strongest (21 de febrero de 2020)
- Mayor victoria local: 8 – 0
Always Ready 8 – 0 Real Santa Cruz (7 de diciembre de 2020)
- Mayor victoria visitante: 1 – 5
Real Santa Cruz vs. Oriente Petrolero (16 de febrero de 2020)